# Urengoj
Urengoj è un insediamento di tipo urbano della Russia siberiana occidentale, situato nel Circondario autonomo Jamalo-Nenec; appartiene amministrativamente al rajon Purovskij.
Sorge nella parte orientale del Circondario autonomo, sulla sponda destra del fiume Pur a circa 250 chilometri dalla sua foce. La cittadina si trova nelle vicinanze di un immenso giacimento di gas naturale, uno dei maggiori dell'intera Russia, che proprio da Urengoj ha preso il nome.
La cittadina si trova a breve distanza dalla stazione di Korotčaevo, posta lungo l'importante linea ferroviaria che collega Novyj Urengoj a Surgut e Tjumen'.